# IC 323
IC 323 ist eine zufällige Sternkonstellation im Sternbild Perseus am Nordsternhimmel, die der US-amerikanische Astronom Lewis Swift am 27. Oktober 1888 fälschlicherweise als IC-Objekt beschrieb.